# Liste der Abgeordneten zum Südtiroler Landtag (VI. Legislaturperiode)
Die Liste der Abgeordneten zum VI. Südtiroler Landtag listet alle bei der Landtagswahl 1968 gewählten Abgeordneten und etwaige Nachrücker auf.

## Abgeordnete
| Mitglied des Landtages | Partei oder Wahlbündnis                                                      |
| ---------------------- | ---------------------------------------------------------------------------- |
| Tullio Agostini        | Partito Liberale Italiano                                                    |
| Alfons Benedikter      | Südtiroler Volkspartei                                                       |
| Armando Bertorelle     | Democrazia Cristiana                                                         |
| Joachim Dalsass        | Südtiroler Volkspartei                                                       |
| Valerius Dejaco        | Südtiroler Volkspartei                                                       |
| Franz Demetz           | Südtiroler Volkspartei                                                       |
| Amerigo Finato 1       | Democrazia Cristiana                                                         |
| Waltraud Gebert-Deeg   | Südtiroler Volkspartei                                                       |
| Anselmo Gouthier       | Partito Comunista Italiano - Partito Socialista Italiano di Unità Proletaria |
| Alessandro Leurini 2   | Democrazia Cristiana                                                         |
| Silvius Magnago        | Südtiroler Volkspartei                                                       |
| Sepp Mayr              | Südtiroler Volkspartei                                                       |
| Andrea Mitolo          | Movimento Sociale Italiano                                                   |
| Erich Müller           | Südtiroler Volkspartei                                                       |
| Johann Neuhauser 3     | Südtiroler Volkspartei                                                       |
| Silvio Nicolodi        | Partito Socialista Democratico Italiano - Partito Socialista Italiano        |
| Hermann Nicolussi-Leck | Südtiroler Volkspartei                                                       |
| Giorgio Pasquali       | Democrazia Cristiana                                                         |
| Valentino Pasqualin    | Democrazia Cristiana                                                         |
| Franz Plaickner        | Südtiroler Volkspartei                                                       |
| Pepi Posch             | Südtiroler Volkspartei                                                       |
| Giuseppe Sfondrini     | Partito Socialista Democratico Italiano - Partito Socialista Italiano        |
| Franz Spögler          | Südtiroler Volkspartei                                                       |
| Heinold Steger 4       | Südtiroler Volkspartei                                                       |
| Karl Vaja              | Südtiroler Volkspartei                                                       |
| Robert von Fioreschy   | Südtiroler Volkspartei                                                       |
| Anton Zelger           | Südtiroler Volkspartei                                                       |